# Vágó József (labdarúgó)
Vágó József, Vanicsek (Debrecen, 1906. június 30. – 1945. augusztus 26.) volt válogatott labdarúgó, jobbhátvéd.

## Pályafutása

### A válogatottban
1934 és 1937 között 13 alkalommal szerepelt a válogatottban. Tagja volt az 1934-es olaszországi világbajnokságon részt vevő csapatnak.

## Statisztika

### Mérkőzései a válogatottban
| Magyarország | Magyarország       | Magyarország                    | Magyarország  | Magyarország | Magyarország | Magyarország   | Magyarország | Magyarország |
| #            | Dátum              | Helyszín                        | Hazai         | Eredmény     | Vendég       | Kiírás         | Gólok        | Esemény      |
| ------------ | ------------------ | ------------------------------- | ------------- | ------------ | ------------ | -------------- | ------------ | ------------ |
| 1.           | 1934. május 10.    | Budapest, Üllői úti pálya       | Magyarország  | 2 – 1        | Anglia       | barátságos     | -            |              |
| 2.           | 1934. május 31.    | Bologna (ITA)                   | Ausztria      | 2 – 1        | Magyarország | vb-negyeddöntő | -            |              |
| 3.           | 1934. október 7.   | Budapest, Hungária körúti pálya | Magyarország  | 3 – 1        | Ausztria     | barátságos     | -            |              |
| 4.           | 1934. december 9.  | Milánó, San Siro Stadion        | Olaszország   | 4 – 2        | Magyarország | barátságos     | -            |              |
| 5.           | 1934. december 16. | Dublin, Dalymount Park          | Írország      | 2 – 4        | Magyarország | barátságos     | -            |              |
| 6.           | 1935. május 12.    | Budapest, Üllői úti pálya       | Magyarország  | 6 – 3        | Ausztria     | barátságos     | -            |              |
| 7.           | 1935. május 19.    | Párizs                          | Franciaország | 2 – 0        | Magyarország | barátságos     | -            |              |
| 8.           | 1935. november 24. | Milánó                          | Olaszország   | 2 – 2        | Magyarország | Európa-kupa    | -            |              |
| 9.           | 1936. március 15.  | Budapest, Hungária körúti pálya | Magyarország  | 3 – 2        | Németország  | barátságos     | -            |              |
| 10.          | 1936. december 2.  | London                          | Anglia        | 6 – 2        | Magyarország | barátságos     | -            |              |
| 11.          | 1936. december 6.  | Dublin                          | Írország      | 2 – 3        | Magyarország | barátságos     | -            |              |
| 12.          | 1937. május 9.     | Budapest, Hungária körúti pálya | Magyarország  | 1 – 1        | Jugoszlávia  | barátságos     | -            |              |
| 13.          | 1937. május 23.    | Budapest, Üllői úti pálya       | Magyarország  | 2 – 2        | Ausztria     | barátságos     | -            |              |
|              | Összesen           |                                 |               | 13           | mérkőzés     |                | 0            | gól          |